# Загозьдзе
Загозьдзе (пол. Zagoździe) — село в Польщі, у гміні Станін Луківського повіту Люблінського воєводства.
Населення — 231 особа (2011).
У 1975-1998 роках село належало до Седлецького воєводства.

## Демографія
Демографічна структура станом на 31 березня 2011 року:
|          | Загалом | Допрацездатний вік | Працездатний вік | Постпрацездатний вік |
| -------- | ------- | ------------------ | ---------------- | -------------------- |
| Чоловіки | 128     | 26                 | 81               | 21                   |
| Жінки    | 103     | 22                 | 54               | 27                   |
| Разом    | 231     | 48                 | 135              | 48                   |